# Pór Ernő (politikus)
Pór Ernő, 1908-ig Perlstein (Leibic, 1889. január 4. – Leningrád, 1937. augusztus 24.) magántisztviselő, kommunista politikus, a Szlovák Tanácsköztársaság külügyi népbiztosa.

## Élete

### Fiatalkora, az első világháború, Szovjet-Oroszország
Zsidó családból származott mint Perstein Jakab és Buxbaum Hermina fia. Apja orvos volt. 1905-től részt vett a munkásmozgalomban, 1906-ban érettségizett a trencséni főgimnáziumban, s faipari tisztviselőként dolgozott budapesti cégeknél, 1907-ben pedig belépett az MSZDP-be. Az első világháborúban (1915-ben) orosz hadifogságba esett. 1917-ben a februári forradalom után a nyevjanszki vasüzemi dolgozóknak szocialista agitációt folytatott. Itt lépett be (1917-ben) az OK(b)P-be, majd pedig Moszkvában az orosz bolsevik párt magyar csoportjának egyik alapítója, és titkára lett. Ekkortájt ismerkedett meg Kun Bélával. Kunnal együtt harcolt Narvánál a német intervenciós csapatok ellen, Pavel Dibenkó népbiztos irányítása alatt. Szamuelyvel részt vett 1918. július 6-7-én a baloldali eszerek lázadásának leverésében. Ez év nyarán a OK(b)P Magyar Csoportját delegálta az Ukrán Kommunista Párt első kongresszusán.

### Ismét Magyarországon
Az 1918-as októberi forradalom hírére hazajött, majd részt vett 1918. november 24-én a Kommunisták Magyarországi Pártjának megalapításában, s a Központi Bizottsági tagja lett. A kommün kikiáltása után Kun Béla megbízásából ő tájékoztatta Lenint a Tanácsköztársaság létrejöttéről. A Magyarországi Tanácsköztársaság idején a Külügyi Népbiztosság propagandaosztályának vezetője, majd az egyesült párt titkárságának munkatársaként tevékenykedett. Pór az 1919. június 16-án kikiáltott Szlovák Tanácsköztársaság külügyi népbiztosa is volt. A kommün azonban augusztus elsején megbukott. 
A kormányzótanács lemondását követően Kun Béla Szovjetházbeli szállására ment. Erre így emlékezett felesége: "arra kért, keressem meg Pór Ernőt, aki az illegális apparátusnak volt a vezetője. Pór nemsokára megjött. Kun Béla megkérdezte tőle: "Mi van az illegális lakásokkal?" Azután így folytatta: "Valószínűleg mindannyian illegalitásba megyünk." 

Pór Ernőt, aki Kun Béla az orosz polgárháborúból ismert, mint hűséges és bátor forradalmár – elsápadt. 

Váratlanul érte az összeomlás. 

Egyetlen illegális lakás sem volt előkészítve."

### A kommün után
A bukás után Kun Béla, Pogány József, Varga Jenő és mások mellett internálták, ezután rövid ideig Ausztriában élt. 1920-ban és 1921-ben Csehszlovákiában illegális pártmunkát végzett, s a Proletár című lap terjesztésében vett részt. 1922-től a Szovjetunióban töltött be gazdasági állásokat: a Szovjetunió erdészeti exportvállalatainak megbízottja, 1924-től vezetője volt. 1928 és 1933 között az Erdészeti Export Rt. elnökhelyettese volt. 1933-ban az Oroszországi Porcelán Tröszt irányítója, 1934-től pedig egészen letartóztatásáig a legnagyobb szovjet gumiipari üzem (Krasznij Treugolnyik) Kombinát igazgatóhelyetteseként működött. 1937. február 25-én letartóztatták, majd kivégezték. A sztálini önkény áldozata lett. Később rehabilitálták.

## Emlékezete
- Budapest XI. kerületében 1968 és 1991 között utca volt róla elnevezve (ma Pór Bertalan köz).